# تپه مامه
تپه مامه مربوط به عصر آهن است و در شهرستان مانه و سملقان، بخش مرکز ی، ۱ کیلومتری شمال شهر آشخانه واقع شده و این اثر در تاریخ ۱۸ شهریور ۱۳۸۷ با شمارهٔ ثبت ۲۳۲۷۸ به‌عنوان یکی از آثار ملی ایران به ثبت رسیده است.